# Aplicación práctica de la radiestesia

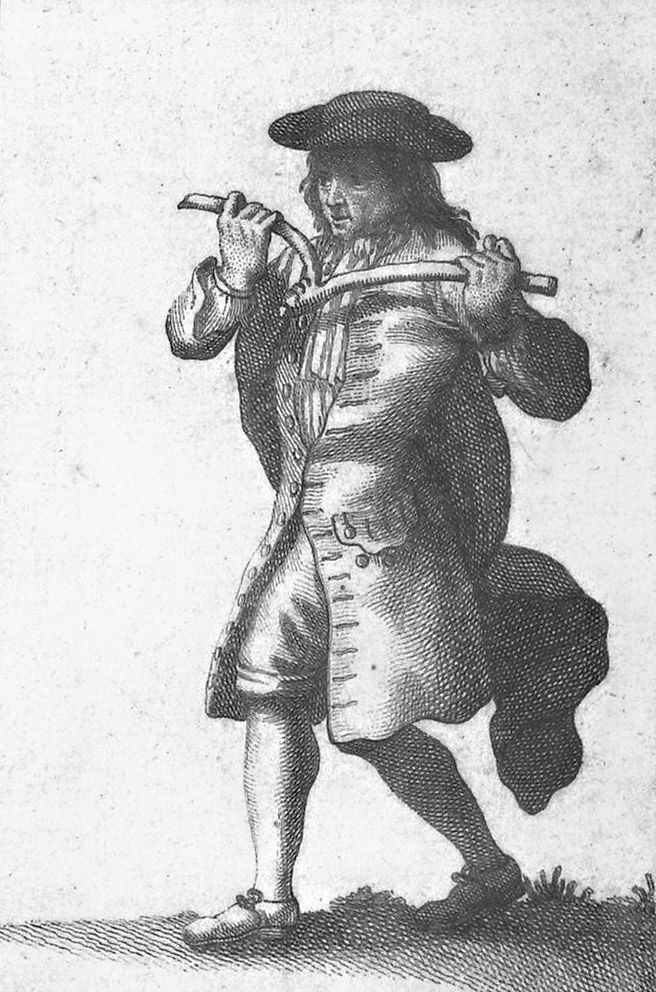
Un zahorí, de un libro francés del sobre supersticiones

La aplicación práctica de la radiestesia (conocida como dowsing, en inglés) es un tipo de adivinación empleada para intentar localizar aguas subterráneas, metales o minerales enterrados, piedras preciosas, petróleo, radiaciones reclamadas (radiestesia),sepulturas, "vibraciones terrestres" malignas y muchos otros objetos y materiales sin el uso de un instrumento científico. También se conoce como adivinación o divining, especialmente en la adivinación del agua (water divining). En Estados Unidos, se le conoce como varilla radiestésica o doodlebugging, en la búsqueda de petróleo o tesoros; o también como water finding (búsqueda de agua) o water witching (brujería del agua), en la búsqueda de agua.
Durante la radiestesia, a veces se utiliza una varilla en forma de Y o dos en forma de L, denominadas individualmente varilla de zahorí, varilla de adivinación (en latín: virgula divina o baculus divinatorius), varilla enredadera o varilla de brujo. Aunque algunos radiestesistas optan por utilizar otros equipos o incluso no emplear ninguno. El movimiento de estos aparatos de radiestesia generalmente se atribuye al fenómeno ideomotor, una respuesta psicológica en la que un sujeto realiza movimientos de forma inconsciente. En pocas palabras, las varillas de zahorí responden a los movimientos accidentales o involuntarios del usuario.
Las pruebas científicas demuestran que la radiestesia no es más eficaz que el azar, por lo que se considera una pseudociencia.

## Historia

### Adivinación y religión en la Antigüedad

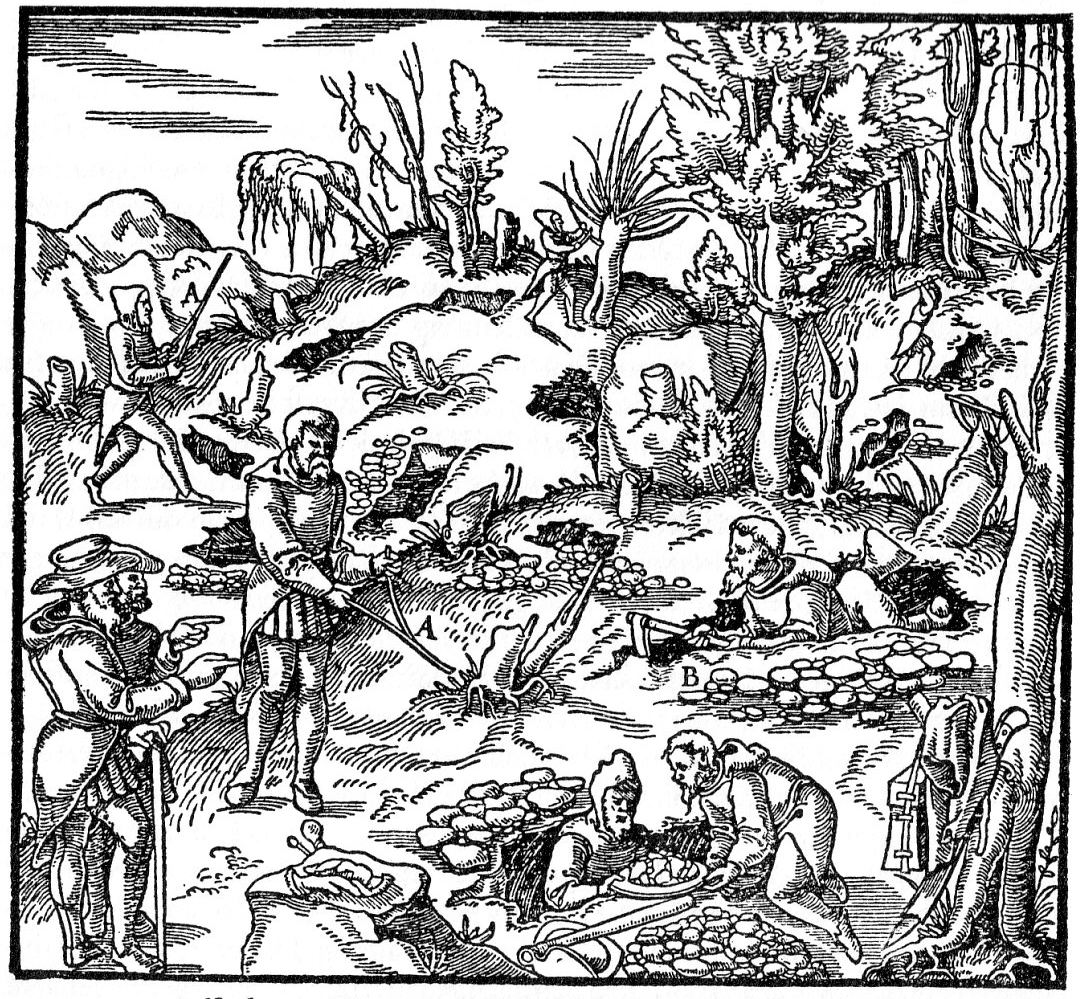
Aplicando la radiestesia para buscar minerales metálicos, del libro "De re metallica libri XII" de 1556

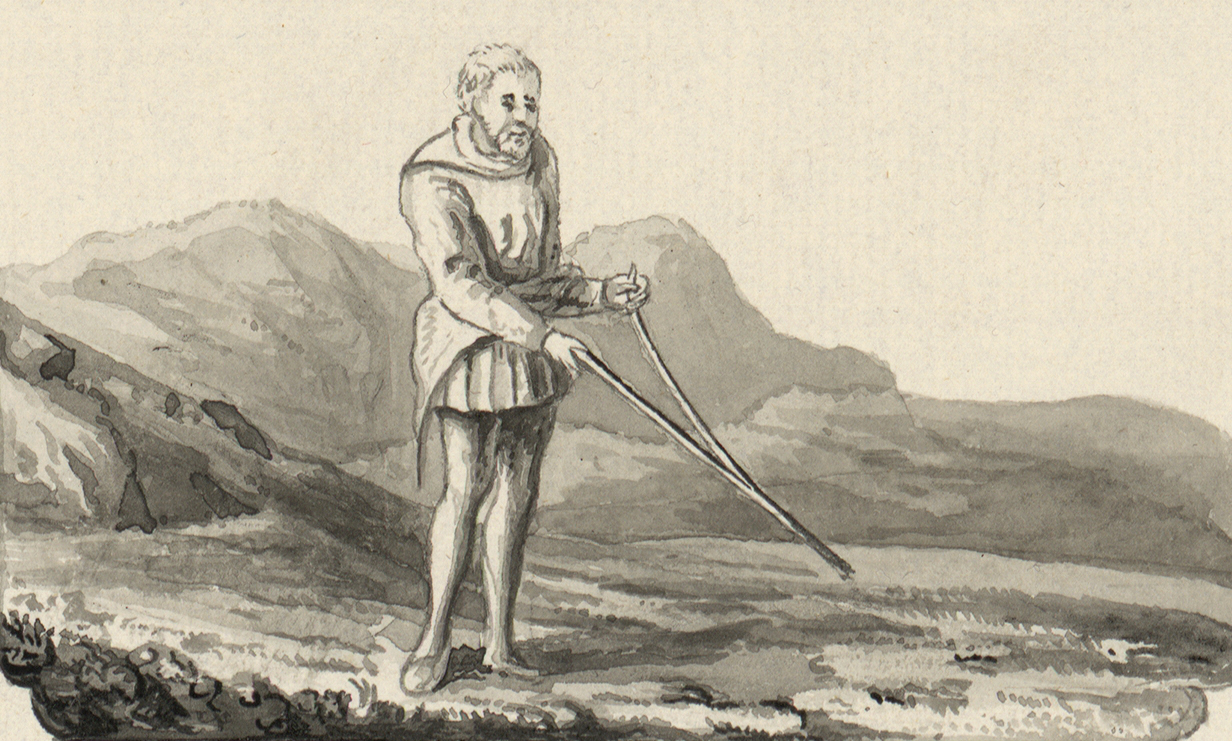
Uso de una vara de adivinación observado en Gran Bretaña a finales del siglo XVIII

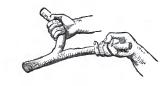

La práctica de la radiestesia tiene sus raíces en la antigüedad, cuando se consideraba una forma de adivinación. Sin embargo, la Iglesia católica prohibió completamente esta práctica.
El reformista Martín Lutero perpetuó la prohibición católica y en 1518 catalogó la adivinación de metales como un acto que quebrantaba el primer mandamiento, es decir, como ocultismo.
Los textos antiguos sobre la búsqueda de agua no mencionan el uso de la ramita adivinatoria y el primer relato de esta práctica data de 1568. Sir William F. Barrett escribió en su libro de 1911 "Psychical Research" que:

...en una reciente y admirable Vida de Santa Teresa de España, se narra el siguiente incidente: A Teresa, en 1568, le ofrecieron el emplazamiento de un convento al que sólo había una objeción, no había suministro de agua; felizmente, un fraile Antonio se acercó con una ramita en la mano, se detuvo en cierto lugar y pareció hacer la señal de la cruz; pero Teresa dice: "Realmente no puedo estar segura de si fue la señal que hizo, en todo caso hizo algún movimiento con la ramita y luego dijo: Cava justo aquí; cavaron, y he aquí que brotó una abundante fuente de agua, excelente para beber, copiosa para lavarse, y nunca se secaba." Como señala el autor de esta Vida: "Teresa, al no haber oído hablar de la práctica de la radiestesia, no tiene explicación para este suceso", y lo consideró un milagro. Creo que ésta es la primera referencia histórica a la radiestesia.

En 1662, la adivinación con varillas fue declarada "supersticiosa o más bien satánica" por un jesuita, Gaspar Schott, aunque más tarde señaló que no estaba seguro de que el diablo fuera siempre responsable del movimiento de la varilla. En el sur de Francia, en el siglo XVII, se utilizaba para rastrear a criminales y herejes. Su abuso dio lugar a un decreto de la Inquisición en 1701, que prohibía su empleo con fines de justicia.
Un epigrama de Samuel Sheppard, de Epigrams theological, philosophical, and romantick (1651) dice así:

Algunos Hechiceros se jactan de tener una Vara,

Reunida con Votos y Sacrificios
 
Y (llevada) extrañamente asentirá
 
Al tesoro escondido donde yace;

La humanidad está (segura) de que esa Vara es divina,
 Pues se inclina hacia los Más Ricos.
Virgula divina

### Radiestesia moderna
A pesar de la desaprobación religiosa, la radiestesia se practicaba en Alemania durante el siglo XVI de forma muy similar a la actual, cuando se utilizaba para intentar encontrar metales. La edición de 1550 de la obra "Cosmographia" de Sebastian Münster contiene una xilografía de un zahorí con una varilla bifurcada en la mano que camina sobre la imagen de una explotación minera. La vara está etiquetada en latín y alemán: "Virgula Divina - Glück-Rüt" ("Vara Divina, Vara de la Suerte"), pero no hay ningún texto que acompañe a la xilografía. Hacia 1556, la obra de Georgius Agricola "De Re Metallica", dedicada a la minería y la fundición de minerales, incluía una descripción detallada de la radiestesia en busca de minerales metálicos.

...Hay muchas y grandes disputas entre los mineros acerca de la ramita bifurcada, pues unos dicen que es de la mayor utilidad para descubrir vetas y otros lo niegan. ... Todos agarran por igual las horquillas de la ramita con las manos, apretando los puños, siendo necesario que los dedos apretados se mantengan hacia el cielo para que la ramita se levante en el extremo donde se unen las dos ramas. Luego vagan de aquí para allá al azar por regiones montañosas. Se dice que en el momento en que ponen los pies sobre una vena, la ramita gira y se retuerce inmediatamente y así, por su acción, revela la vena; cuando vuelven a mover los pies y se alejan de ese lugar, la ramita vuelve a quedar inmóvil. ... 

En el siglo XVI, la tecnología alemana de explotación minera a gran profundidad tenía una enorme demanda en toda Europa. Los mineros alemanes tenían licencia para vivir y trabajar en Inglaterra, especialmente en las Stannaries (minas de estaño) de Devon y Cornualles, y en Cumbria. En otras partes de Inglaterra, la técnica se utilizaba en las minas reales de calamina. En 1638 se tiene constancia de que mineros alemanes utilizaban esta técnica en las minas de plata de Gales.
El nombre en bajo alemán medio de una vara bifurcada (vara en Y) era Schlag-Ruthe ("vara para golpear"), que en el dialecto córnico del siglo XVI se tradujo por duschen (duschan según William Barrett ) (inglés medio: "golpear, caer"). En el siglo XVII, el término inglés "dowsing" ya era de uso común.
En la zona minera de plomo de las colinas de Mendip Hills, en Somerset (Inglaterra), en el siglo XVII, el filósofo natural Robert Boyle, inspirado por los escritos de Agricola, observó cómo un practicante trataba de encontrar "vetas latentes de metales". Boyle vio cómo la vara adivinatoria de avellano (virgula divinatoria) se inclinaba en manos del adivino, quien protestó que no estaba aplicando ninguna fuerza a la ramita; Boyle aceptó la creencia genuina del hombre, pero él mismo siguió sin estar convencido. Hacia finales de siglo, en 1691, el filósofo John Locke, nacido en el West Country inglés, utilizó el término "deusing-rod" para el antiguo nombre latino "virgula divina". Así pues, "dowse" es sinónimo de "strike", de ahí las frases: "to dowse/strike a light" (siendo en español "para encender/apagar una luz"), "to dowse/strike a sail" (para clavar/atizar una vela).
La radiestesia se practicaba en Dakota del Sur a finales del siglo XIX y principios del XX para ayudar a los colonos, agricultores y ganaderos a localizar pozos de agua en sus propiedades.
Los militares han recurrido ocasionalmente a técnicas de radiestesia. En la campaña de Gallipoli de la Primera Guerra Mundial, el zapador Kelly se hizo famoso por encontrar agua para las tropas británicas. A finales de la década de 1960, durante la guerra de Vietnam, algunos marines estadounidenses utilizaron la radiestesia para localizar armas y túneles. Ya en 1986, cuando una avalancha se llevó por delante a 31 soldados durante una operación del simulacro de la OTAN (Organización del Tratado del Atlántico Norte) Anchor Express en Vassdalen (Noruega), el ejército noruego intentó localizar a los soldados sepultados por la avalancha utilizando la radiestesia como método de búsqueda.
Algunos agricultores e ingenieros hidráulicos británicos siguen utilizando la radiestesia; sin embargo, muchas de las empresas de suministro de agua del Reino Unido han intentado distanciarse de esta práctica.

### Mecanismos propuestos
Los primeros intentos de explicar la radiestesia se basaban en la idea de que la varilla de zahorí se veía afectada físicamente por las emanaciones de las sustancias de interés. La siguiente explicación procede de la "Mineralogía Cornubiensis" de William Pryce de 1778:

Los corpúsculos... que suben de los Minerales, entrando en la varilla, la determinan a inclinarse hacia abajo, para hacerla paralela a las líneas verticales que los efluvios describen en su subida. En efecto, las partículas minerales parecen ser emitidas desde la tierra; ahora bien, la Virgula [vara], al ser de una madera ligera y porosa, da un paso fácil a estas partículas, que además son muy finas y sutiles; los efluvios entonces impulsados hacia delante por los que les siguen y presionados al mismo tiempo por la atmósfera que les incumbe, se ven obligados a penetrar en los pequeños intersticios entre las fibras de la madera y por ese esfuerzo la obligan a inclinarse o a sumergirse perpendicularmente, para hacerse paralela a las pequeñas columnas que esos vapores forman en su ascenso.

Un estudio realizado a finales del siglo XIX concluyó que el fenómeno se atribuía a la criptomnesia, en la que el practicante realiza observaciones inconscientes del terreno e influye involuntariamente en el movimiento de la varilla. Las primeras investigaciones de los miembros de la Sociedad para la Investigación Psíquica respaldaron este punto de vista.
El parapsicólogo comprometido G. N. M. Tyrrell también creía que la acción de la varilla se debía a movimientos musculares involuntarios y desacreditaba la teoría de las influencias externas.
También se creía que la radiestesia sobre mapas, antes de visitar el lugar, funcionaba, de ahí que se propusiera algún tipo de clarividencia. Se creía que actuaba sobre el sistema nervioso y no directamente sobre los músculos. Estos distintos mecanismos siguen siendo objeto de controversia entre los radiestesistas.

### Dispositivos de seguridad fraudulentos

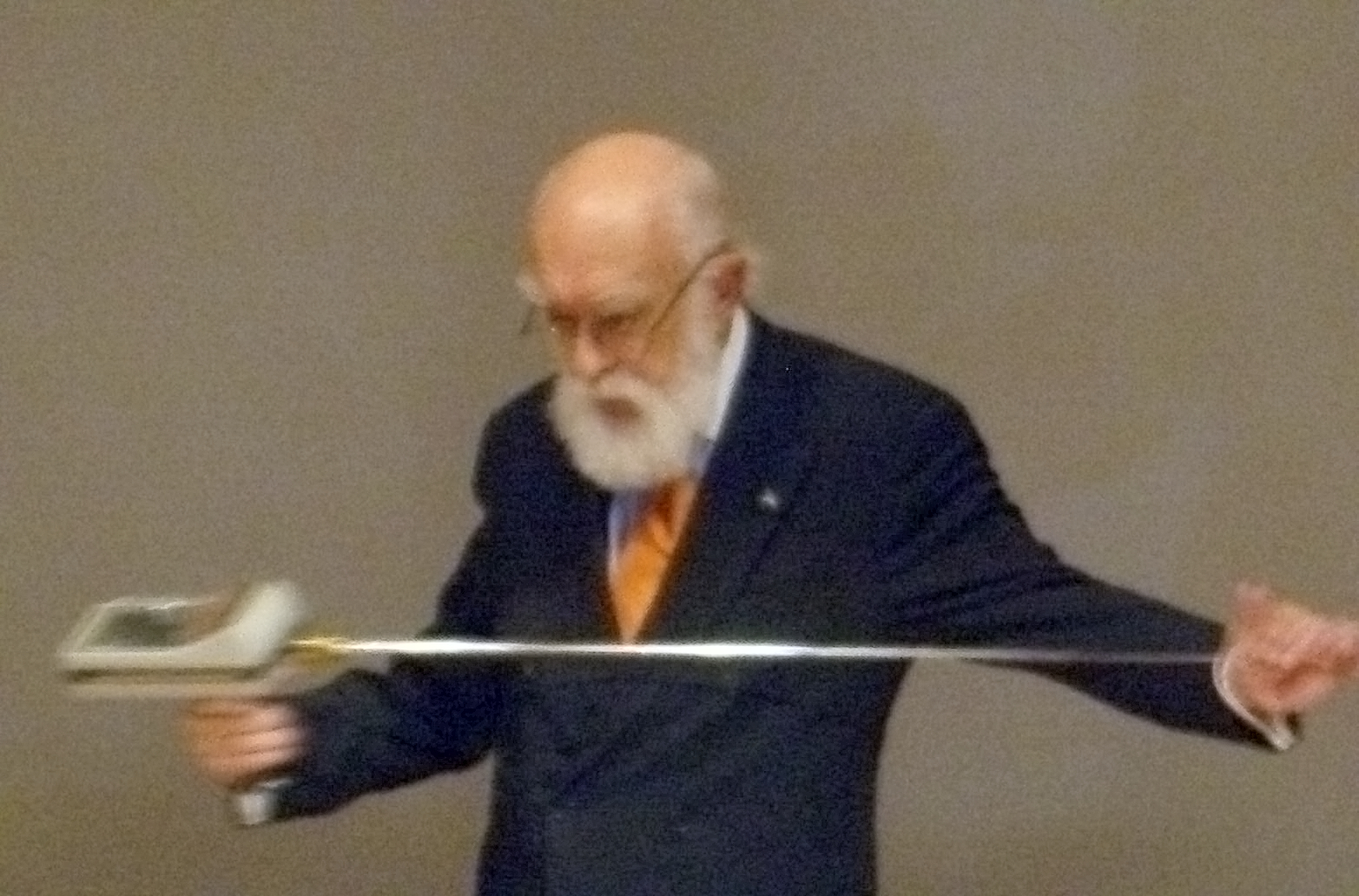
El escéptico James Randi en una conferencia en la Universidad Rockefeller, el 10 de octubre de 2008, sosteniendo un dispositivo de 800 dólares anunciado como instrumento de radiestesia.

A finales del siglo XX y principios del XXI, se comercializaron varios dispositivos similares a la radiestesia para uso policial y militar moderno, principalmente como detectores de explosivos, como el ADE 651, el Sniffex y el GT200. Como consecuencia de estos fraudes, en 1999 el Instituto Nacional de Justicia de Estados Unidos desaconsejó la compra de equipos basados en la radiestesia.

## Equipos
El dispositivo utilizado por un zahorí suele denominarse varilla de zahorí o de adivinación, aunque no tenga forma de varilla.

### Rama de radiestesia

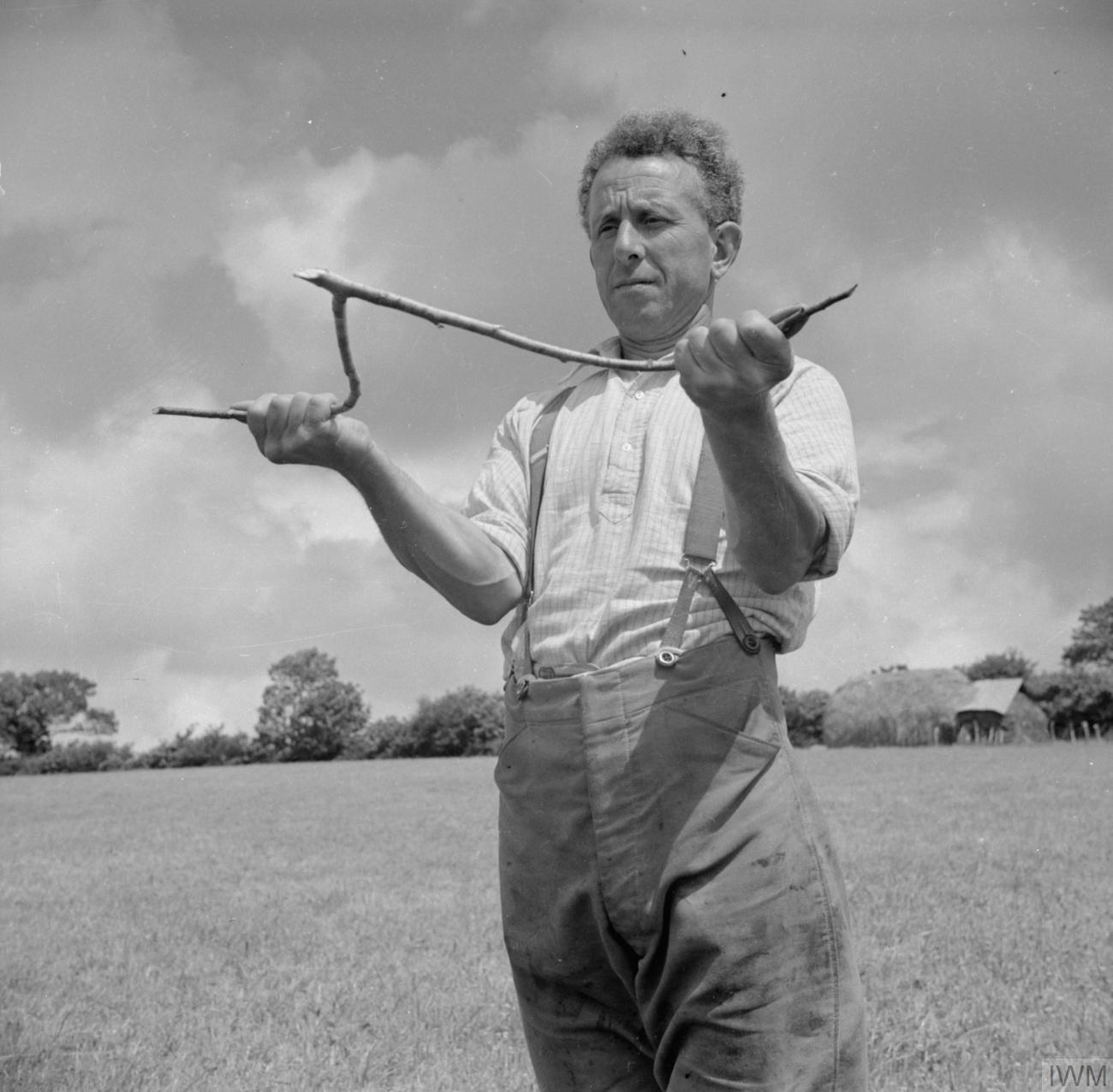
George Casely utiliza una ramita de avellano para buscar agua en las tierras que rodean su granja de Devon, 1942.

Tradicionalmente, el método más utilizado es la rama radiestésica, una rama bifurcada (en forma de Y) de un árbol o arbusto. Algunos radiestesistas prefieren ramas de árboles concretos y otros prefieren que las ramas estén recién cortadas. Tradicionalmente se eligen ramitas de avellano en Europa y de hamamelis en Estados Unidos, así como ramas de sauce o melocotonero. Los dos extremos del lado bifurcado se sostienen uno en cada mano con el tercero (el vástago de la Y) apuntando hacia delante. A continuación, el radiestesista camina lentamente sobre los lugares donde sospecha que puede estar el objetivo (por ejemplo, minerales o agua) y se espera que la varilla de zahorí se sumerja, incline o sacuda cuando se produce un descubrimiento. Este método se conoce a veces como "brujería del sauce". Algunos zahoríes colgaban un anillo de oro en el borde de la varilla de zahorí o partían la punta para deslizar una moneda de plata.

### Par de varillas

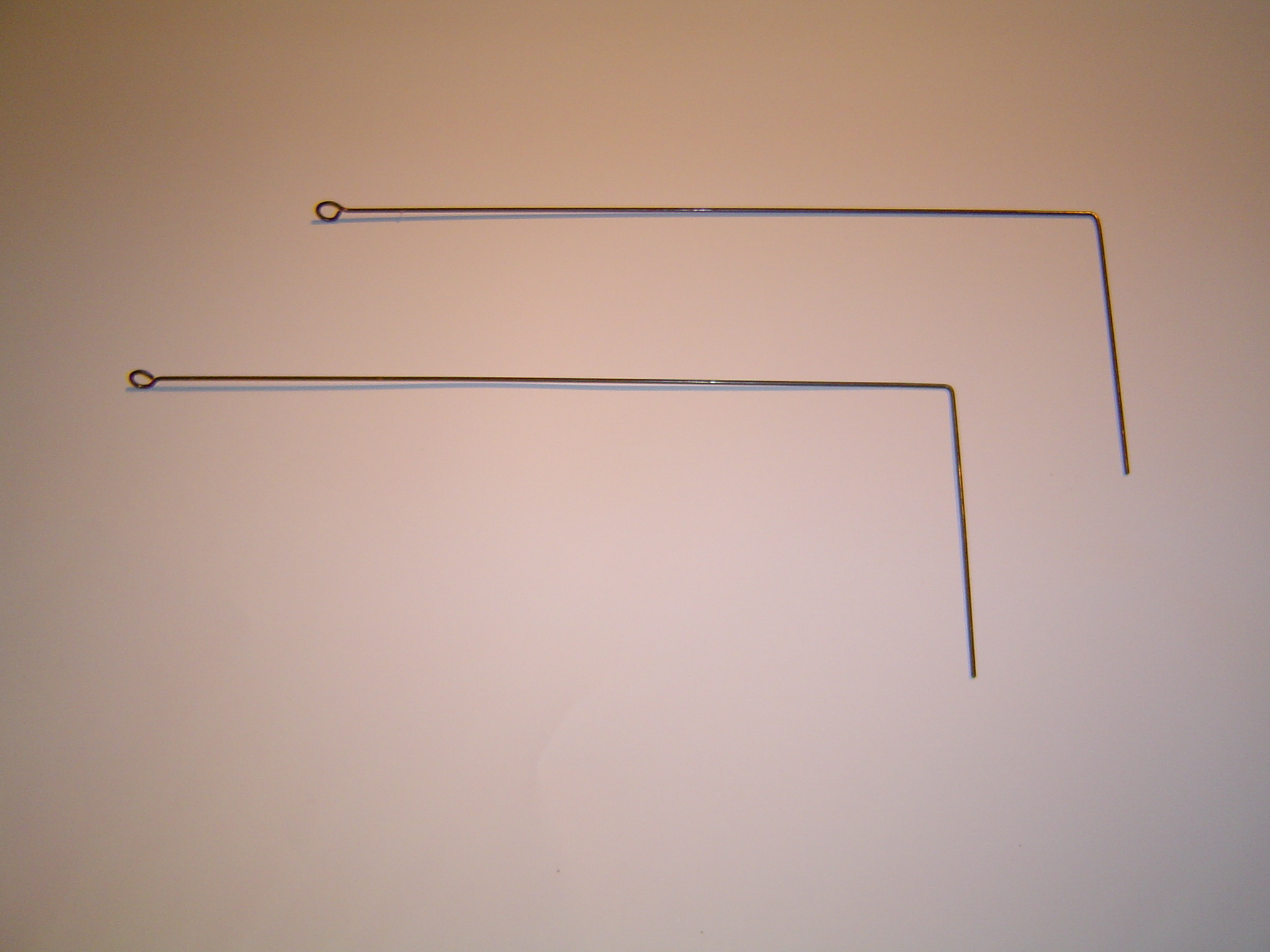
Dos varillas metálicas en forma de L

Hoy en día, muchos radiestesistas utilizan un par de varillas metálicas en forma de L. Se sujeta una varilla en cada mano, con el brazo corto de la L en posición vertical y el brazo largo apuntando hacia delante. El brazo vertical suele girar libremente dentro de un tubo. Cuando se "encuentra" algo, las varillas se mueven en sincronía. Dependiendo del radiestesista, pueden cruzarse o separarse. Si el objeto es largo y recto, como una tubería de agua, las varillas pueden apuntar en direcciones opuestas para mostrar su orientación. Las varillas pueden estar hechas de perchas de alambre o banderas de alambre utilizadas para localizar servicios públicos. También se han aceptado varillas de cristal o plástico. Las varillas rectas también se utilizan a veces con los mismos fines y no eran infrecuentes en la Nueva Inglaterra de principios del siglo XIX.

### Péndulo
La herramienta elegida por muchos radiestesistas modernos es una pesa de péndulo sujeta a una cuerda corta o a un hilo. El radiestesista sujeta la cuerda con una mano y deja que el péndulo oscile libremente. El radiestesista observa cómo oscila el péndulo e interpreta el movimiento para obtener información.

## Estudios
- Los estudios de radiestesia de principios del siglo XX fueron examinados por el geólogo John Walter Gregory en un informe para la Instituto Smithsoniano. Gregory llegó a la conclusión de que los resultados eran fruto de la casualidad o se explicaban por observaciones a partir de indicios de la superficie del suelo.[49][50]
- El geólogo W. A. MacFadyen realizó pruebas con tres radiestesistas durante 1943-1944 en Argelia. Los resultados fueron totalmente negativos.[51]
- Un estudio realizado en 1948 en Nueva Zelanda por P. A. Ongley puso a prueba la capacidad de 75 radiestesistas para detectar agua. Ninguno de ellos fue más fiable que el azar. Según Ongley, "ninguno mostró la más mínima precisión".[52]
- El arqueometrista Martin Aitken puso a prueba al radiestesista británico P. A. Raine en 1959. Raine no consiguió localizar un horno enterrado que había sido identificado por un magnetómetro.[53][54]
- En 1971, el ingeniero británico R. A. Foulkes organizó experimentos de radiestesia por encargo del Ministerio de Defensa. Los resultados no fueron "más fiables que una serie de conjeturas".[55]
- Los físicos John Taylor y Eduardo Balanovski informaron en 1978 de una serie de experimentos que realizaron en busca de campos electromagnéticos inusuales emitidos por sujetos radiestesistas, no detectaron ninguno.[56]
- Una revisión realizada en 1979 por Evon Z. Vogt y Ray Hyman examinaron muchos estudios controlados de radiestesia para el agua y  encontraron que ninguno de ellos mostró mejores resultados que el azar.[8]
- Tres académicos británicos, Richard N. Bailey, Eric Cambridge y H. Denis Briggs, llevaron a cabo experimentos de radiestesia en los terrenos de varias iglesias. Publicaron los resultados en su libro "Dowsing and Church Archaeology" (1988).[57] Sus experimentos fueron examinados críticamente por el arqueólogo Martijn Van Leusen, quien sugirió que estaban mal diseñados y que los autores habían redefinido los parámetros de las pruebas en función de lo que se clasificaba como "acierto" o "fallo" para obtener resultados positivos.[57]
- Un estudio de 2006 sobre la radiestesia de tumbas en Iowa revisó 14 estudios publicados y determinó que ninguno de ellos predecía correctamente la ubicación de enterramientos humanos y  sencillos experimentos científicos demostraron que los principios fundamentales utilizados habitualmente para explicar la radiestesia de tumbas eran incorrectos.[58]
- En 2012 se llevó a cabo un ensayo aleatorizado doble ciego para determinar si los homeópatas eran capaces de distinguir entre la Bryonia y el placebo mediante el uso de un método de radiestesia. Los resultados fueron negativos.[59]

### Estudio de Kassel 1991
En 1990 se realizó un estudio doble ciegoen Kassel, Alemania, bajo la dirección de la Gesellschaft zur Wissenschaftlichen Untersuchung von Parawissenschaften (Sociedad para la Investigación Científica de las Paraciencias). James Randi ofreció un premio de 10.000 dólares a cualquier radiestesista que tuviera éxito. En la prueba, que duró tres días y en la que participaron unos treinta radiestesistas, se utilizaron tubos de plástico a través de los cuales se podía controlar y dirigir el flujo de agua. Los tubos se enterraron a 50 centímetros bajo un terreno llano y la posición de cada uno se marcó en la superficie con una banda de color. Los radiestesistas tenían que decir si corría agua por cada tubería. Todos los radiestesistas firmaron una declaración en la que aceptaban que se trataba de una prueba justa de sus capacidades y que esperaban un porcentaje de acierto del 100%. Sin embargo, los resultados no fueron mejores que el azar y nadie recibió el premio.

### Estudio de Betz de 1990
En un estudio realizado en Múnich entre 1987 y 1988 por Hans-Dieter Betz y otros científicos, se comprobó inicialmente la destreza de 500 radiestesistas y los experimentadores seleccionaron a los 43 mejores para realizar más pruebas. Se bombeó agua a través de una tubería situada en la planta baja de un granero de dos pisos. Antes de cada prueba, se desplazó la tubería en dirección perpendicular al flujo de agua. En el piso superior, se pidió a cada radiestesista que determinara la posición de la tubería. A lo largo de dos años, los radiestesistas realizaron 843 pruebas de este tipo y, de los 43 candidatos preseleccionados y sometidos a pruebas exhaustivas, al menos 37 no mostraron ninguna capacidad radiestésica. Se dijo que los resultados de los 6 restantes eran mejores que la casualidad, lo que llevó a los experimentadores a la conclusión de que algunos radiestesistas "en tareas concretas, mostraban una tasa de éxito extraordinariamente alta, que difícilmente o en absoluto puede explicarse como debida a la casualidad... puede considerarse probado empíricamente un núcleo real de fenómenos radiestésicos".
Cinco años después de la publicación del estudio de Múnich, Jim T. Enright, profesor de fisiología que hizo hincapié en el procedimiento correcto de análisis de datos, sostuvo que los resultados del estudio son meramente coherentes con las fluctuaciones estadísticas y no significativos. En su opinión, los experimentos proporcionaban "la refutación más convincente imaginable de que los radiestesistas pueden hacer lo que afirman", afirmando que el análisis de los datos era "especial, poco convencional y personalizado". Sustituyéndolo por "análisis más ordinarios", observó que el mejor radiestesista estaba de media 4 milímetros (0,16 pulgadas) de cada 10 metros (32,81 pies) más cerca de una suposición de línea media, una ventaja del 0,04% y  que los otros cinco "buenos" radiestesistas estaban de media más lejos que una suposición de línea media. Enright hizo hincapié en que los experimentadores deberían haber decidido de antemano cómo analizar estadísticamente los resultados; si sólo elegían a posteriori el análisis estadístico que mostraba el mayor éxito, sus conclusiones no serían válidas hasta que fueran replicadas por otra prueba analizada con el mismo método. Además, señaló que los seis "buenos" radiestesistas no obtuvieron mejores resultados que el azar en pruebas separadas. Otro estudio publicado en Pathophysiology planteaba la hipótesis de que experimentos como éste que se llevaron a cabo en el siglo XX podrían haber sido interferidos por radiaciones de radiofrecuencia producidas por el hombre y a que los cuerpos de los sujetos de prueba absorbían las ondas de radio y se producían reacciones inconscientes de movimiento de la mano tras las ondas estacionarias o las variaciones de intensidad.

## Recepción científica

### Fenómeno ideomotor
Escritores científicos como William Benjamin Carpenter (1877), Millais Culpin (1920) y Martin Gardner (1957) aceptan la opinión de algunos radiestesistas de que el movimiento de las varillas es el resultado de una acción muscular inconsciente.  Esta opinión está ampliamente aceptada entre la comunidad científica. Se sabe que el aparato de radiestesia amplifica los movimientos leves de las manos causados por un fenómeno conocido como respuesta ideomotora: las mentes subconscientes de las personas pueden influir en sus cuerpos sin decidir conscientemente actuar. Esto haría que la varilla de zahorí fuera susceptible al conocimiento o percepción subconsciente de los zahoríes; y también al sesgo de confirmación.

### Pseudociencia
Por lo demás, la radiestesia se considera una pseudociencia.
En un artículo publicado en 1986 en Nature, el psicólogo David Marks incluyó la radiestesia en una lista de "efectos que hasta hace poco se consideraban paranormales, pero que ahora pueden explicarse desde la ciencia ortodoxa". En concreto, la radiestesia podría explicarse en términos de señales sensoriales, efectos de expectativa y probabilidad.
El escritor científico Peter Daempfle ha señalado que cuando la radiestesia se somete a pruebas científicas, fracasa. Daempfle ha escrito que, aunque algunos radiestesistas afirman tener éxito, esto puede atribuirse a que el nivel freático subterráneo se distribuye de forma relativamente uniforme en determinadas zonas.
En relación con la radiestesia y su uso en arqueología, Kenneth Feder ha escrito que "la gran mayoría de los arqueólogos no utilizan la radiestesia, porque no creen que funcione".
El psicólogo Chris French ha señalado que "la radiestesia no funciona cuando se pone a prueba en condiciones debidamente controladas que descartan el uso de otras pistas para indicar la ubicación del objetivo".
Los zahoríes suelen obtener buenos resultados porque el azar tiene una alta probabilidad de encontrar agua en terrenos favorables.

## Radiestesistas notables

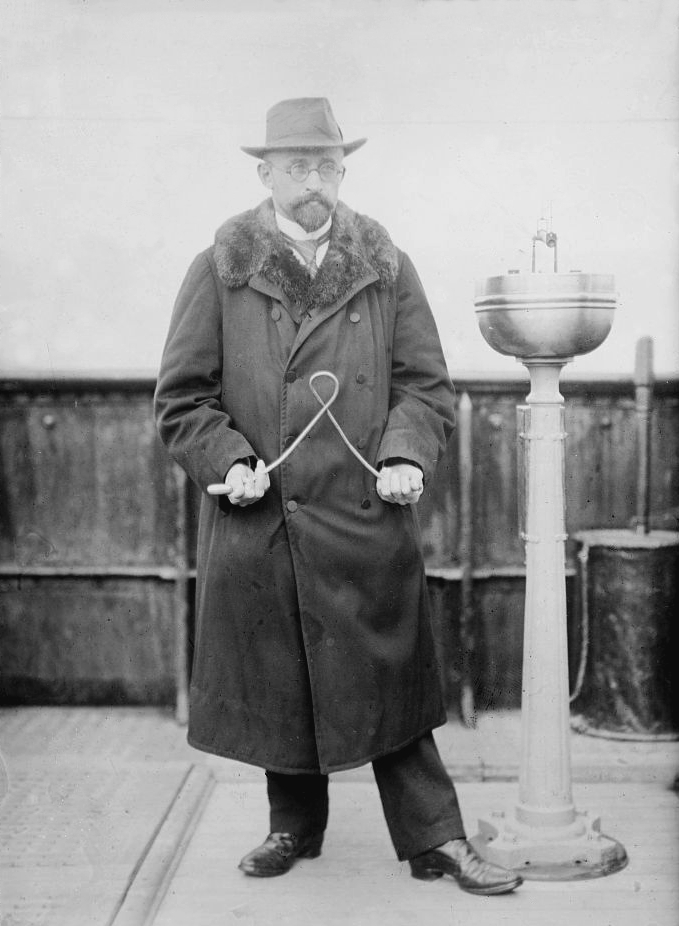
Otto Edler von Graeve en 1913

Entre los radiestesistas más destacados figuran:
- Jacques Aymar-Vernay
- Moritz Benedikt
- Manfred Curry
- Leicester Gataker
- Uri Geller
- A. Frank Glahn
- Otto Edler von Graeve[84]
- Henry Gross
- Ernst Hartmann
- Christopher Hills
- T. C. Lethbridge
- J. Cecil Maby
- Larry R. Marshall
- Michel Moine
- Nils-Axel Mörner
- Joseph Smith (en sus primeros años de vida)
- Karl Spiesberger
- Ludwig Straniak
- Solco Walle Tromp
- Ralph Whitlock
- Professor Calculus